# Европско првенство у атлетици за млађе сениоре 2017 — 5.000 метара за мушкарце
Такмичење у трчању на 5.000 метара у мушкој конкуренцији на 11. Европском првенству у атлетици за млађе сениоре 2017. у Бидгошћу одржано је 15. јула 2017. на стадиону Жђислав Кшишковјак.
Титулу освојену у Талину 2015, није бранио Али Каја из Турске јер је прешао у сениоре.

## Земље учеснице
Учествовало је 18 такмичара из 11 земаља.
1. Белгија (1)
2. Ирска (1)
3. Италија (2)
4. Мађарска (1)
5. Немачка (3)
6. Норвешка (1)
7. Уједињено Краљевство (1)
8. Украјина (1)
9. Француска (3)
10. Швајцарска (1)
11. Шпанија (3)

## Освајачи медаља
|                             |                        |                       |
| Јаменберхан Крипа · Италија | Симон Дебоње · Белгија | Карлос Мајо · Шпанија |

## Квалификациона норма
Требало је да квалификациону норму такмичари остваре у периоду од 1. јануара 2016. до 4. јула 2017. године.
| Норма    |
| -------- |
| 14:12,50 |

## Сатница
| Датум   | Време | Коло   |
| ------- | ----- | ------ |
| 15. јул | 20:10 | Финале |

## Рекорди
| Рекорди пре почетка Европског првенства 2017. | Рекорди пре почетка Европског првенства 2017. | Рекорди пре почетка Европског првенства 2017. | Рекорди пре почетка Европског првенства 2017. | Рекорди пре почетка Европског првенства 2017. | Рекорди пре почетка Европског првенства 2017. |
| Рекорди                                       | Атлетичар                                     | Земља                                         | Време                                         | Место                                         | Датум                                         |
| --------------------------------------------- | --------------------------------------------- | --------------------------------------------- | --------------------------------------------- | --------------------------------------------- | --------------------------------------------- |
| Европски рекорд У-23                          | Али Каја                                      | Турска                                        | 13:00,31                                      | Рим, Италија                                  | 4. јун 2015.                                  |
| Рекорди европских првенстава У-23             | Али Каја                                      | Турска                                        | 13:20,16                                      | Талин, Естонија                               | 14. јул 2015.                                 |
| Најбољи европски резултат сезоне У-23         | Аманал Петрос                                 | Немачка                                       | 13:37,20                                      | Oordegem, Белгија                             | 27. мај 2017.                                 |

### Најбољи европски резултати у 2017. години
Десет најбољих атлетичара у трци на 5.000 метара 2017. године до почетка првенства (12. јул 2017), имали су следећи пласман на европској ранг листи. (СРЛ)
| 1.  | Аманал Петрос,   | Немачка          | 13:37,20 | 27. мај  |
| 2.  | Жилијен Вандерс, | Швајцарска       | 13:37,48 | 27. мај  |
| 3.  | Симон Дебоње,    | Белгија          | 13:38,03 | 27. мај  |
| 4.  | Алекс Џорџ,      | Велика Британија | 13:40,66 | 31. март |
| 5.  | Николас Вис,     | Француска        | 13:44,06 | 23. јун  |
| 6.  | Карлос Мајо,     | Шпанија          | 13:47,48 | 29. јун  |
| 7.  | Дитер Керстен,   | Белгија          | 13:50,09 | 27. мај  |
| 8.  | Жими Гресијер,   | Француска        | 13:50,88 | 27. мај  |
| 9.  | Раул Селада,     | Шпанија          | 13:51,92 | 14. јун  |
| 10. | Иго Аи,          | Француска        | 13:52,34 | 23. јун  |

Такмичарке чија су имена подебљана учествовале су на ЕП.

## Резултати

### Финале
Финале је одржано 15. јула 2017. године у 20:10.,
| Место | Атлетичар          | Земља                | ЛР       | ЛРС      | Резултат | Белешка   |
| ----- | ------------------ | -------------------- | -------- | -------- | -------- | --------- |
|       | Јаменберхан Крипа  | Италија              | 13:36,65 |          | 14:14,28 | ЛРС       |
|       | Симон Дебоње       | Белгија              | 13:38,03 | 13:38,03 | 14:14,71 |           |
|       | Карлос Мајо        | Шпанија              | 13:34,95 | 13:47,48 | 14:15,07 |           |
| 4.    | Аманал Петрос      | Немачка              | 13:37,20 | 13:37,20 | 14:15,14 |           |
| 5.    | Иго Аи             | Француска            | 13:52,34 | 13:52,34 | 14:15,19 |           |
| 6.    | Хорди Торентс      | Шпанија              | 13:55,59 | 13:55,59 | 14:17,32 |           |
| 7.    | Иштван Соги        | Мађарска             | 14:11,35 | 14:17,41 | 14:18,06 |           |
| 8.    | Себастиан Хендел   | Немачка              | 13:55,08 | 13:55,08 | 14:19,59 |           |
| 9.    | Раул Селада        | Шпанија              | 13:51,92 | 13:51,92 | 14:21,72 |           |
| 10.   | Јонатан Далке      | Немачка              | 14:01,10 | 14:01,10 | 14:22,37 |           |
| 11.   | Микола Низхник     | Украјина             | 13:37,95 | 14:27,44 | 14:28,40 |           |
| 12.   | Бари Кин           | Ирска                | 14:08,74 | 14:08,74 | 14:29,07 |           |
| 13.   | Сигурд Руд Скјесет | Норвешка             | 14:07,73 | 14:08,72 | 14:34,44 |           |
| 14.   | Лука Ноти          | Швајцарска           | 14:02,25 | 14:02,25 | 14:43,11 |           |
| 15.   | Николас Вис        | Француска            | 13:44,06 | 13:44,06 | 14:48,48 |           |
|       | Саид Етаки         | Италија              | 14:05,42 | 14:05,42 | НЗ       |           |
|       | Алекс Џорџ         | Уједињено Краљевство | 13:40,66 | 13:40,66 | НЗ       |           |
|       | Жими Гресијер      | Француска            | 13:50,88 | 13:50,88 | Диск.    | чл.163.3. |